# Eunectes murinus
Anaconda vert, grand Anaconda, Anaconda géant
Espèce
Synonymes
- Boa murina Linnaeus, 1758
- Boa scytale Linnaeus, 1758
- Boa aquatica Wied-Neuwied, 1824
- Boa gigas Latreille, 1802
- Eunectes barbouri Dunn & Conant, 1936

Répartition géographique
Statut de conservation UICN

 LC  : Préoccupation mineure
Statut CITES
Eunectes murinus est une espèce de serpent constricteur de la famille des Boidae. En français il est nommé grand Anaconda, Anaconda vert, Anaconda géant ou Anaconda de Barbour.

## Description

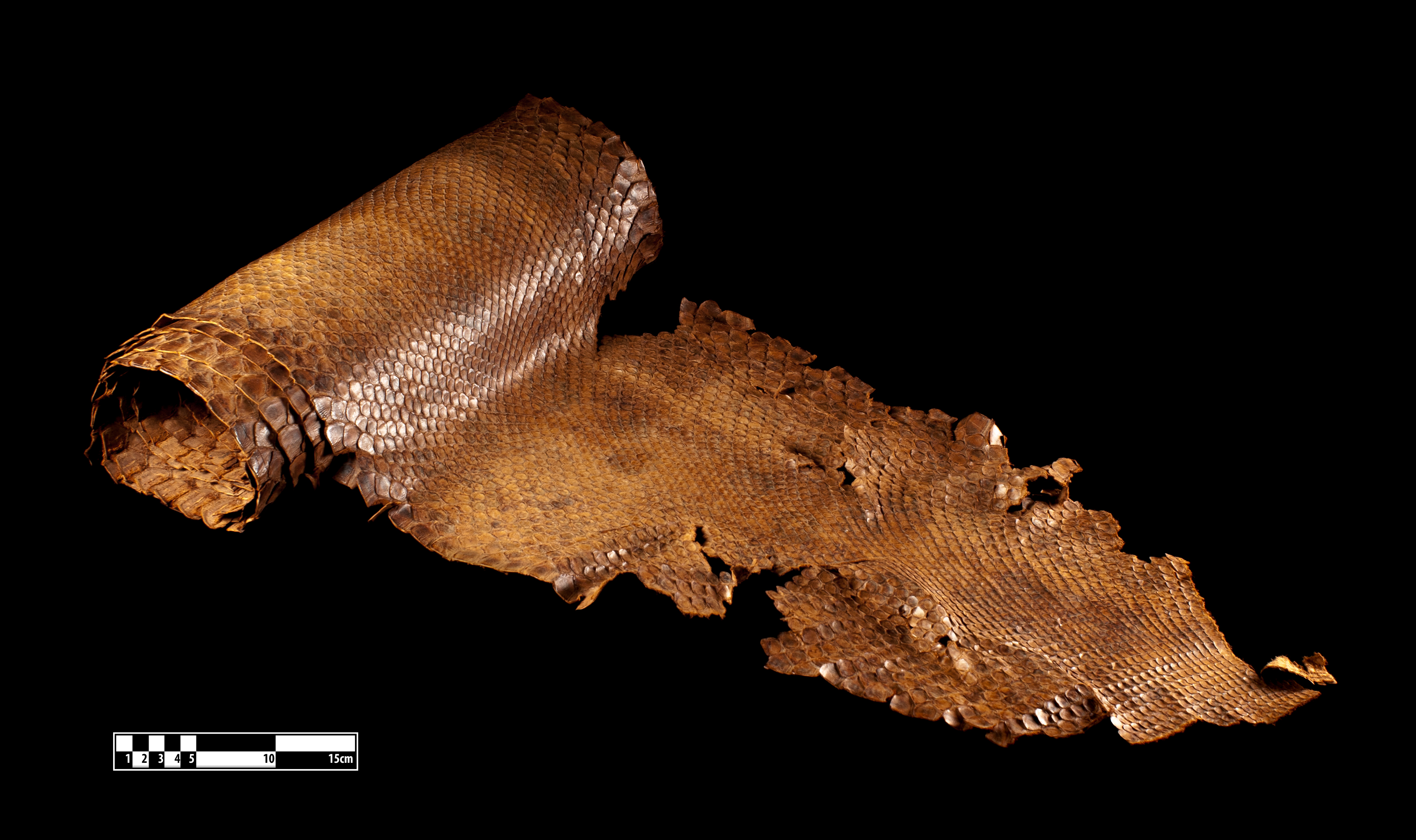
La peau d'un Eunectes murinus, conservée au Museum of Veterinary Anatomy FMVZ USP, Brésil.

L'anaconda géant peut mesurer jusqu'à 8,45 m. Sa masse peut atteindre les 200 kg. Il est moins long que le Python réticulé (Malayopython reticulatus) du Sud-Est asiatique (10 m), mais il est plus gros et plus lourd et c'est pour cela qu'on le considère comme le plus gros serpent du monde.
Il vit principalement dans l'eau et peut rester 10 à 20 minutes sous l'eau sans respirer. Lorsqu'il est dans l'eau, la plupart du temps, seuls ses yeux et ses narines dépassent en surface.

## Alimentation
Un anaconda adulte se nourrit principalement de rongeurs et d'oiseaux. Il peut aussi ingurgiter de petits caïmans et des animaux domestiques (porcs et chèvres). Ils sont aussi ophiophages voire cannibales. 
Il existe des photos d'un anaconda étouffant un caïman adulte, mais il est peu vraisemblable qu'il l'ingère, car il ne pourrait plus alors se mouvoir ni bouger. Les jeunes anacondas mangent de petits mammifères, d'autres serpents et des oiseaux. 
Il n'est pas prouvé que les anacondas puissent avaler des êtres humains adultes (les serpents ne mâchent pas la nourriture,  ils l'ingèrent entier).

## Mode de chasse
Ce sont de redoutables prédateurs. Ils chassent principalement de nuit, plus rarement de jour. Ils ont deux manières de chasser selon leur masse :
- Les jeunes chassent de préférence depuis une branche d'arbre grâce à laquelle ils peuvent approcher et surplomber la proie. Puis ils se laissent tomber dessus et s'enroulent tout autour pour l'étouffer.
- Les animaux plus âgés rampent dans la boue ou nagent dans l'eau à moitié immergés. La proie sera prise par en dessous, attirée dans l'eau et tuée par noyade et étouffement.

## Prédateurs
Leurs prédateurs sont l'être humain, le Caïman noir et le Jaguar, ainsi que les piranhas lorsque les anacondas sont blessés ou lorsqu'ils sont jeunes.

## Reproduction
Lorsqu'elle est sexuellement active, la femelle anaconda émet des phéromones qui attirent des dizaines de mâles qui se regroupent dans un entrelacs de corps grouillants, nommé « boule de reproduction ». Le mâle qui parviendra de haute lutte à lover son cloaque contre celui de la femelle aura le droit de la féconder. Cet animal est ovovivipare.

## Distribution et habitat

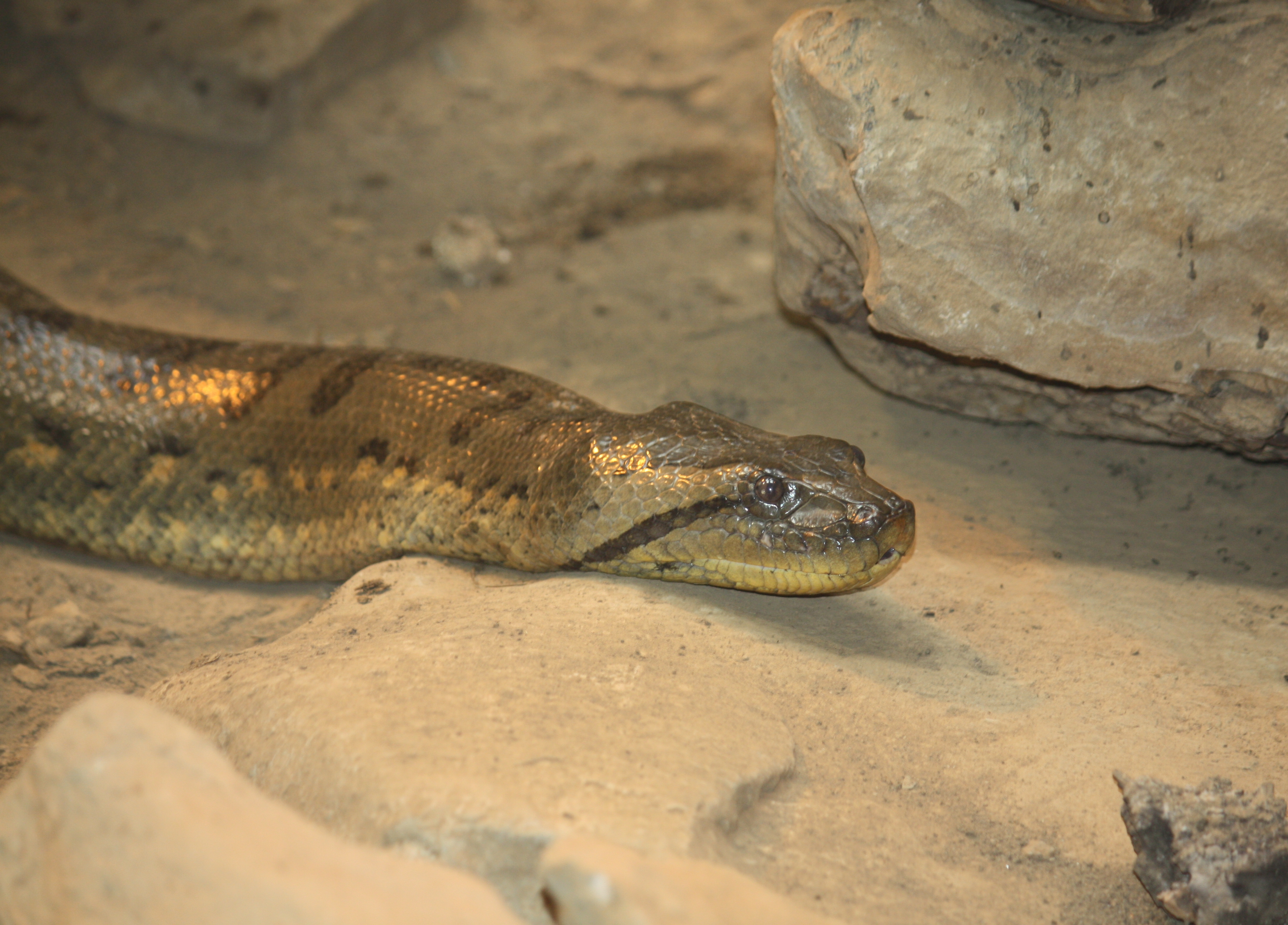
Anaconda vert au Zoo de Louisville.

Cette espèce se rencontre en Équateur, au Pérou, en Colombie, au Venezuela, à la Trinité, au Guyana, en Guyane, au Brésil, en Bolivie et au Paraguay.
Il vit nageant sous l'eau des lacs ou des cours d'eau qui s'écoulent lentement, dans des savanes inondées saisonnièrement et les marécages  dans le bassin de l'Orénoque, le bassin de l'Amazone, le bassin du Rio Paraná et le bassin du Río Paraguay. C'est l'espèce d'anaconda la plus répandue.

## Publication originale
- Linnaeus, 1758 : Systema naturae per regna tria naturae, secundum classes, ordines, genera, species, cum characteribus, differentiis, synonymis, locis, ed. 10 (texte intégral).